# Ufanismo
Ufanismo  é um termo criado em alusão ao espírito da obra de Afonso Celso, Porque me ufano do meu país, escrita em 1900,  e descreve a atitude de quem se orgulha exageradamente de algo — especialmente, do  país em que nasceu. Na literatura, o ufanismo refere-se à exaltação exagerada das virtudes e valores de uma pátria ou identidade nacional, destacando aspectos como cultura, história, conquistas e contribuições de uma nação, cultura ou povo, e é geralmente associada ao patriotismo exacerbado.   O adjetivo ufano provém da língua espanhola e significa a 'jactância, soberba'.

## Contexto histórico
Conforme o cientista político Benedict Anderson, o ufanismo nacional surge em paralelo com a formação das sociedades modernas - em torno dos séculos XVII e XVIII - como uma resposta à necessidade de unir as pessoas dentro das fronteiras de uma nação, proporcionando-lhes um senso de pertencimento e lealdade compartilhados. O ufanismo também pode ser observado em outros períodos da história, especialmente em momentos de crise, como guerras ou governos autoritários. Em tais momentos, líderes políticos podem usar o ufanismo como uma ferramenta para unir a população em torno de uma causa comum e fortalecer o sentimento de identidade nacional. 

## Uso do termo no Brasil
O ufanismo no Brasil é uma expressão utilizada em alusão a uma obra do escritor  Afonso Celso cujo título é Porque me Ufano do Meu País. No Brasil, o termo "ufanismo" é frequentemente utilizado para criticar ou descrever discursos e atitudes que exageram na exaltação da nação, podendo chegar ao nacionalismo extremo. Sendo assim, os ufanistas tendem a exagerar as realizações de seu país, muitas vezes retratando-o como o melhor ou superior em todos os aspectos, enfatizando conquistas passadas ou presentes e ignorando falhas ou desafios. Ademais, o ufanismo muitas vezes envolve uma atitude de desdém em relação a outros países e culturas, podendo menosprezar ou estereotipar outras nações e povos. Portanto, o ufanismo muitas vezes se manifesta como nacionalismo extremo, com ênfase na exclusividade da identidade nacional e na defesa intransigente dos interesses nacionais.
É importante diferenciar o ufanismo do patriotismo, este último referindo-se a um amor e apego genuínos pela pátria, sem o exagero na idealização e sem a supervalorização das qualidades nacionais, que é o que se nota no território brasileiro. Pôde notar-se esse sentimento no Brasil em momentos consagrados como a Proclamação da República em 1889, a Semana de Arte Moderna de 1920 e muitos outros. 
Em suma, o ufanismo no Brasil é frequentemente usado de forma pejorativa para descrever um tipo de patriotismo exagerado, que pode incluir uma atitude arrogante em relação a outras nações e uma falta de autocrítica. O patriotismo, por outro lado, é um amor e lealdade saudáveis à própria nação ou cultura que não envolvem necessariamente menosprezo por outros. 

## Contexto literário
O livro Porque me Ufano do Meu País foi concluído em Petrópolis, Rio de Janeiro, no dia 8 de setembro de 1900, e é composto por 42 capítulos, que buscam expressar a superioridade brasileira por meio de 11 fatos: grandeza territorial, beleza física, riqueza, variedade e amenidade do clima, ausência de calamidades, excelência dos elementos que entraram na formação do tipo nacional, não ter sido povoado por degradados, os nobres predicados do caráter nacional, nunca sofreu humilhação e nunca foi vencido, procedimento cavalheiresco e digno com os outros, as glórias a colher a sua história. 
Nesta obra, Afonso Celso expressa o nacionalismo através de um viés romântico, extravagante, ingênuo e irreal da situação do Brasil, o que pode ser interpretado como uma busca de uma identidade nacional espelhada na diferença das qualidades em um universo cultural formado pela importação de cânones estrangeiros. 
Apesar de exaltar o Brasil, Afonso não deixa de evidenciar os perigos que acredita que ameaçam o país: maus governos, separação do território nacional em vários Estados, intervenção nos seus negócios de alguma potência estrangeira, problemas relativos à afirmação de uma república nacional e internacionalmente reconhecida. 
Esta obra já foi leitura obrigatória nas escolas secundárias brasileiras, desempenhando o papel de uma verdadeira cartilha de nacionalidade, e pode ser considerado um livro com função moralizadora e intenções educativa, cívica, patriótica e social, ou seja, um manual de educação cívica. Dessa forma, constitui uma unidade discursiva, representativa dos valores da ilustração brasileira, em relação ao projeto pedagógico republicano, que é ilustrada nas virtudes da instrução moral e cívica, como forma de manter a ordem social e fortalecer o caráter nacional, no período da Primeira República. Esta obra não é um exemplo isolado, compondo a extensa produção de manuais de “história pátria” que circularam nas primeiras décadas do século XX a fim de fortalecer a identidade nacional brasileira. 
O termo "ufanismo" também é frequentemente associado ao movimento literário do Romantismo, que floresceu na Europa durante o século XIX e teve grande influência na literatura brasileira. Nesse contexto, a exaltação da pátria e do sentimento nacionalista eram características recorrentes. Escritores românticos muitas vezes buscavam retratar a identidade brasileira de forma idealizada, enaltecendo as belezas naturais, a história e a cultura do país.

## Motivos para a organização de grupos ufanistas
Os grupos ufanistas podem surgir devido a uma combinação de fatores sociais, políticos, culturais e econômicos. Essas causas podem variar de acordo com o contexto histórico e geográfico, mas algumas das causas comuns do surgimento de grupos ufanistas incluem: o nacionalismo cultural, quando as pessoas se sentem fortemente ligadas à sua cultura, língua e história, podem se unir em torno do objetivo de preservar e promover esses elementos culturais; descontentamento político ou econômico, quando o descontentamento com o governo, políticas econômicas desfavoráveis ou a percepção de que a nação não está recebendo o tratamento adequado podem levar as pessoas a se unirem em grupos ufanistas como forma de expressar sua insatisfação e buscar mudanças; percepção de ameaças externas, visto que eventos internacionais, como conflitos militares, atentados terroristas ou crises econômicas globais podem levar as pessoas a se unirem em torno do ufanismo como uma resposta à percepção de ameaças externas à nação; e propaganda e liderança carismática, já que líderes carismáticos podem mobilizar e radicalizar as massas em torno do ufanismo por meio de propaganda eficaz. 
Portanto, grupos ufanistas podem ser organizados com o objetivo de mobilizar a população em torno de uma causa específica, como um governo ou uma ideologia. Esse tipo de movimento pode ser usado para manipular o sentimento coletivo, criando uma imagem idealizada da nação e dos líderes para justificar ações ou políticas controversas.

## Presença do ufanismo nas campanhas militares durante a ditadura
Durante o período da ditadura militar no Brasil (1964-1985), o ufanismo foi uma ferramenta amplamente utilizada pelo regime para promover sua ideologia nacionalista e justificar o autoritarismo. A propaganda oficial e as campanhas militares muitas vezes enfatizavam a grandeza do país, a defesa dos valores tradicionais e a luta contra o "inimigo interno" (opositores políticos e movimentos sociais) como forma de fortalecer o sentimento de pertencimento à nação e silenciar a oposição. No entanto, o projeto de propaganda do regime não surgiu de uma hora para a outra. Desde o governo Vargas, o Brasil contava com um aparelho de propaganda cujo poder de alcance variou conforme o ocupante da cadeira da presidência. Carlos Fico, historiador brasileiro, acredita que o ufanismo se deve principalmente à falta de coerência do otimismo com a realidade vivenciada principalmente pelo povo brasileiro à época. Segundo o autor, a tentativa de criar um clima de otimismo em certo momento foi bastante longe. Quando o Brasil vivia o “milagre econômico” e conquistou a Copa do Mundo de futebol, esse otimismo transformou-se em ufanismo. 

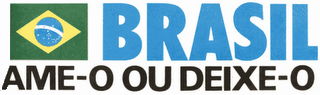
Slogan Brasil, ame-o ou deixe-o, onde "amar" é sinônimo de aceitar as leis constitucionais, e "deixe-o" um termo figurativo para aqueles que não concordavam com o regime militar
Fonte: Agência Brasil, 2014

A partir das campanhas do governo na época, é possível perceber a forte influência do discurso do governo na criação do texto. As peças, em sua maioria, possuem caráter imperativo, de legitimação da violência, do enaltecimento de tipos de comportamento e do convite a algum tipo de ação. Ademais, há a presença de ameaças à resistência e da legitimação da violência, o que são características do ufanismo. Em sua maioria, datam da década de 1970, quando houve esforços maiores no que diz respeito à veiculação de anúncios e, consequentemente, um aumento no fluxo da comunicação para fins civilizatórios.
A peça acima foi amplamente divulgada pelo governo militar no período ditatorial e se insere nas características do ufanismo. O termo é relacionado à imagem que os militares buscavam criar de um novo Brasil eficiente, ordeiro, otimista e voltado para o crescimento econômico até que atingisse níveis de potência mundial. A propaganda ufanista buscava elucidar e valorizar o Brasil diante do resto do mundo, exaltando o sentimento de nacionalismo e principalmente de esperança em um futuro promissor que o governo poderia proporcionar.

## Consequências do ufanismo
O ufanismo pode ter consequências ambíguas. Embora possa inspirar o orgulho e o sentimento de unidade nacional, também pode levar a uma visão simplista e distorcida da realidade, ignorando problemas sociais e políticos reais. O termo muitas vezes enfatiza uma identidade nacional rígida e homogênea. Portanto, qualquer pessoa que não se encaixe nessa definição estrita de identidade nacional pode ser vista como um "estranho" ou "invasor" que não pertence à nação, o que pode alimentar a xenofobia. 
Ademais, os ufanistas podem temer que a influência estrangeira ou a imigração possa diluir a identidade cultural ou nacional de seu país. Isso pode levar a uma hostilidade generalizada em relação aos estrangeiros, que seriam vistos como ameaças à integridade cultural e nacional. A propaganda ufanista muitas vezes utiliza símbolos e imagens que glorificam a nação e desumanizam ou estigmatizam grupos estrangeiros, o que pode reforçar estereótipos negativos sobre estrangeiros e aumentar a xenofobia.
Por fim, quando usado como instrumento de manipulação por governos autoritários, pode reprimir a liberdade de expressão, gerar conflitos internos e dificultar o diálogo entre diferentes segmentos da sociedade.